# Caractere curinga
Em computação, os caracteres-curinga ou caracteres-coringa são utilizados em casamento de padrões para substituir algum outro carácter desconhecido em uma sequência de caracteres. 
É muito utilizado ao realizar um glob para procurar arquivos cujo nome ou caminho completo são desconhecidos. Nos interpretadores de comandos de vários sistemas operacionais, como por exemplo o bash  no Unix, o caractere asterisco (*) é reconhecido como um caractere-curinga que casa com qualquer número de caracteres desconhecidos e o caractere interrogação (?) é um curinga que casa com um único caractere desconhecido.
No contexto da linguagem SQL, caracteres-curinga podem ser utilizados com o operador LIKE para comparação de strings. Neste caso, são reconhecidos como curinga os caracteres de percentagem (%) que casa com qualquer número de caracteres desconhecidos e o caractere underscore (_) que casa com um único caractere desconhecido.
No contexto das expressões regulares, o caractere ponto (.) é um caractere-curinga que casa com um único caractere desconhecido. Não existe um caractere-curinga para casar com qualquer quantidade de caracteres desconhecidos, porém a combinação .* usa o fecho de Kleene para casar com qualquer quantidade de caracteres desconhecidos.